# UK Youth Cycling/Saison 2012
Dieser Artikel listet Erfolge und Fahrer des britischen Radsportteams UK Youth Cycling in der Saison 2012 auf.

## Erfolge in der UCI Europe Tour
| Datum    | Rennen                               | Kat. | Fahrer               |
| -------- | ------------------------------------ | ---- | -------------------- |
| 24. Juni | Schwedischer Meister – Straßenrennen | CN   | Christofer Stevenson |

## Platzierungen in UCI-Ranglisten
| UCI Continental Circuit | Platz |
| ----------------------- | ----- |
| UCI Europe Tour 2012    | 95    |

## Mannschaft
| Name                   | Geburtstag        | Nationalität           | Team 2011                        |
| ---------------------- | ----------------- | ---------------------- | -------------------------------- |
| Magnus Bäckstedt       | 30. Januar 1975   | Schweden               | Magnus Maximus Coffee.com (2009) |
| Yanto Barker           | 6. Januar 1980    | Vereinigtes Konigreich | DFL-Cyclingnews-Litespeed (2006) |
| Niklas Gustavsson      | 28. Januar 1989   | Schweden               | Team Sprocket (2010)             |
| Fredrik Johansson      | 17. März 1986     | Schweden               | Continental Differdange (2009)   |
| Gruffudd Lewis         | 10. November 1987 | Vereinigtes Konigreich | Neoprofi                         |
| James Lowsley Williams | 12. Januar 1992   | Vereinigtes Konigreich | Neoprofi                         |
| Greg Mansell           | 8. November 1987  | Vereinigtes Konigreich | Neoprofi                         |
| David McGowan          | 29. August 1980   | Vereinigtes Konigreich | Neoprofi                         |
| Chris Opie             | 22. Juli 1987     | Vereinigtes Konigreich | Neoprofi                         |
| Christofer Stevenson   | 25. April 1982    | Schweden               | Sparebanken Vest-Ridley          |
| James Stewart          | 8. November 1985  | Vereinigtes Konigreich | Team Raleigh (2010)              |
| Richard Tanguy         | 18. Dezember 1986 | Vereinigtes Konigreich | Neoprofi                         |